# Tăuni, Alba
Tăuni (în maghiară Hosszúpatak, în germană Brenzendorf, Prenzendorf) este un sat în comuna Valea Lungă din județul Alba, Transilvania, România.

## Date geologice
În subsolul localității se găsește un masiv de sare.

## Personalități
- Ariton Popa (1871-1946), protopop greco-catolic, delegat la Marea Adunare Națională de la Alba Iulia, senator
- Anton Migia (1882 - 1928),  deputat în Marea Adunare Națională de la Alba Iulia 1918

## Demografie
La recensământul din 2002 avea o populație de 398 locuitori.

## Economie
Exploatare de gaze naturale.